# دواء مؤثر على الإفرازات الشعبية

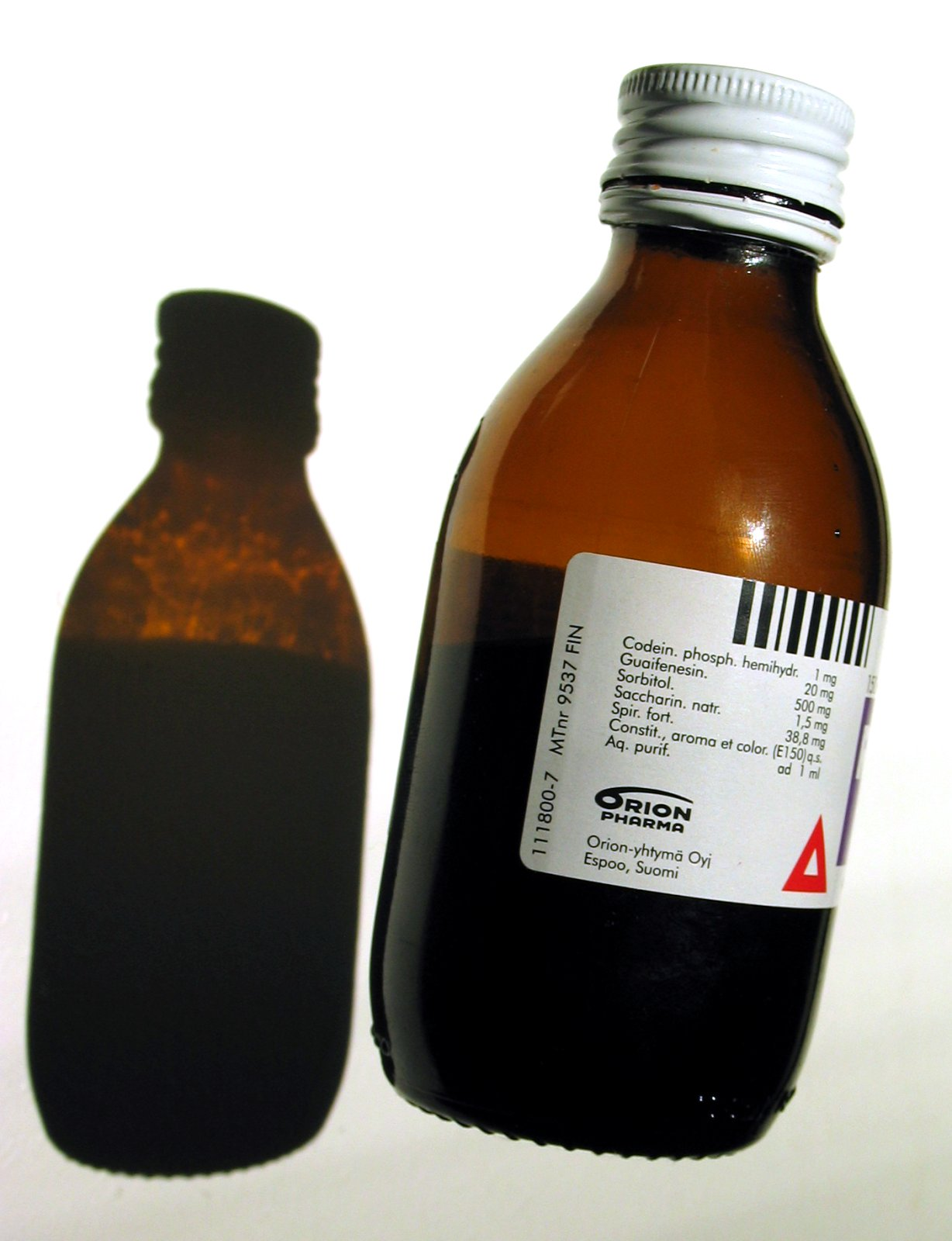

الأدوية المؤثرة على الإفرازات الشعبية (بالإنجليزية: Mucokinetics)‏ هي مجموعة من الأدوية التي تساعد على التخلص من المخاط من الشعب الهوائية. هذه الأدوية مصنفة حسب طريقة عملها:
- مذيبات البلغم
- مقشعات
- أدوية مرطبة أو أدوية خفض اللزوجة
- منشطات السطح

هذه الأدوية لها القدرة على التخلص من الإفرازات الشعبية من خلال إعاقة التصاقها في الرئة والإخلال بلزوجتها. اللزوجة تعتمد على تركيز البروتين المخاطي في الإفرازات.